# Potok Malczewski
Potok Malczewski (według nazewnictwa MPHP Dopływ spod Janiszpola) – jeden z cieków źródliskowych rzeki Mlecznej. Trudno określić obszar źródliskowy Potoku Malczewskiego, najprawdopodobniej dawniej były to okolice Malczewa lub Idalina. Szybki rozwój miasta po II wojnie światowej i duże zapotrzebowanie na wodę (budowa stacji pomp na Idalinie) spowodował powstanie dużego leja depresyjnego, co w połączeniu z małą retencją tych okolic spowodowało okresowe wysychanie koryta potoku. Koryto potoku biegnie przez Malczew, w jego biegu znajduje się Staw Malczewski, potem prowadzi przez łąki Godowskie, gdzie łączy się z dopływającym od południa Strumieniem Godowskim (według nazewnictwa MPHP ciek spod Mazowszan) i dalej jako jeden ciek przepływa przez tzw. Bramę Godowską, os. Południe, Żakowice, Wośniki, gdzie wpada do Mlecznej.
W późniejszym okresie górną część potoku poprowadzono bardziej na wschód przekopem pod ul. Słowackiego, wzdłuż ul. Leszczynowej uregulowanym rowem aż na tereny Makowa Nowego, tamtejszy system rowów był kiedyś w zlewni Pacynki, po przeprowadzeniu rowu znalazły się w zlewni Mlecznej i tam obecnie znajduje się obszar źródliskowy potoku.

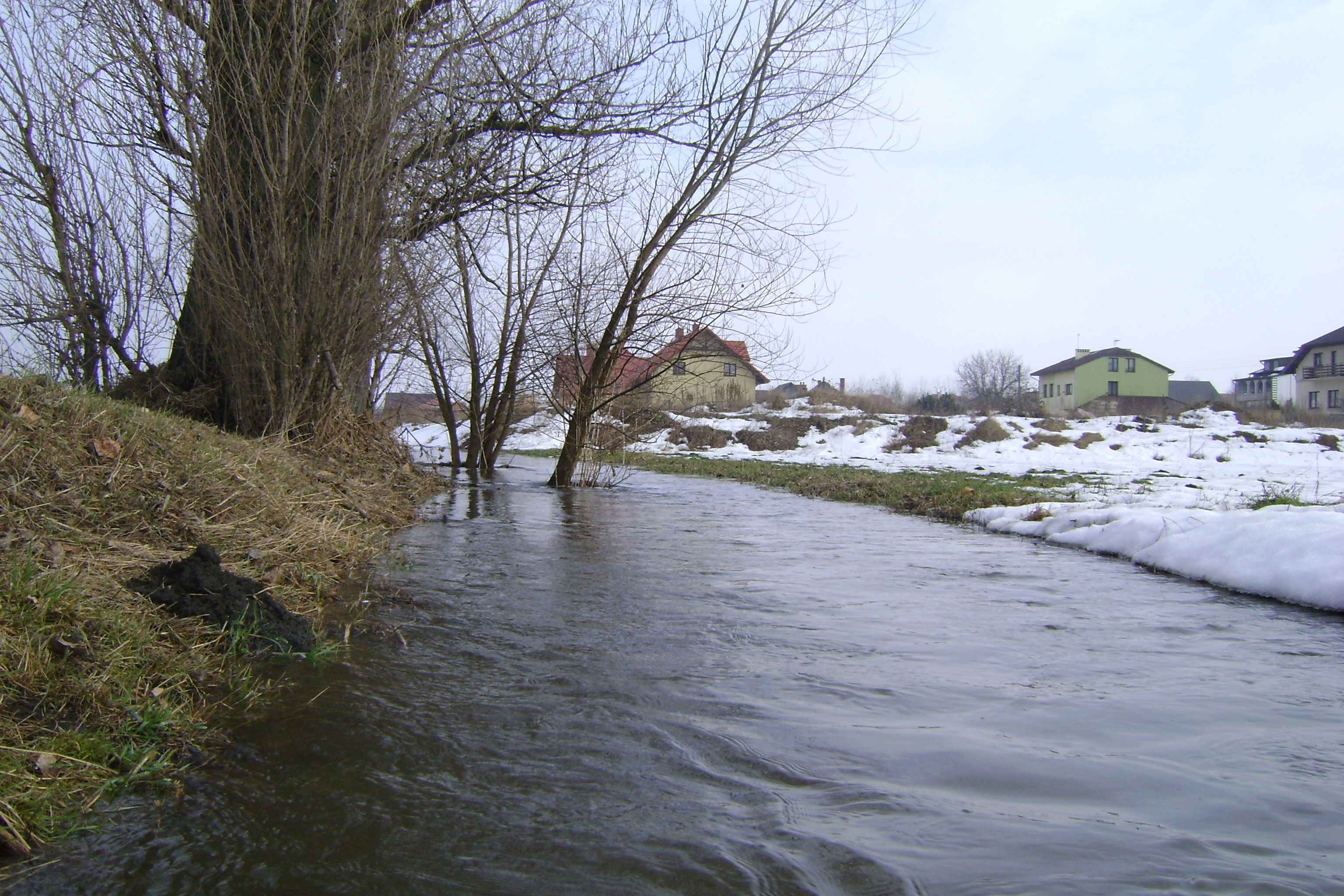
okolice ul.Wiejskiej – widok na wschód
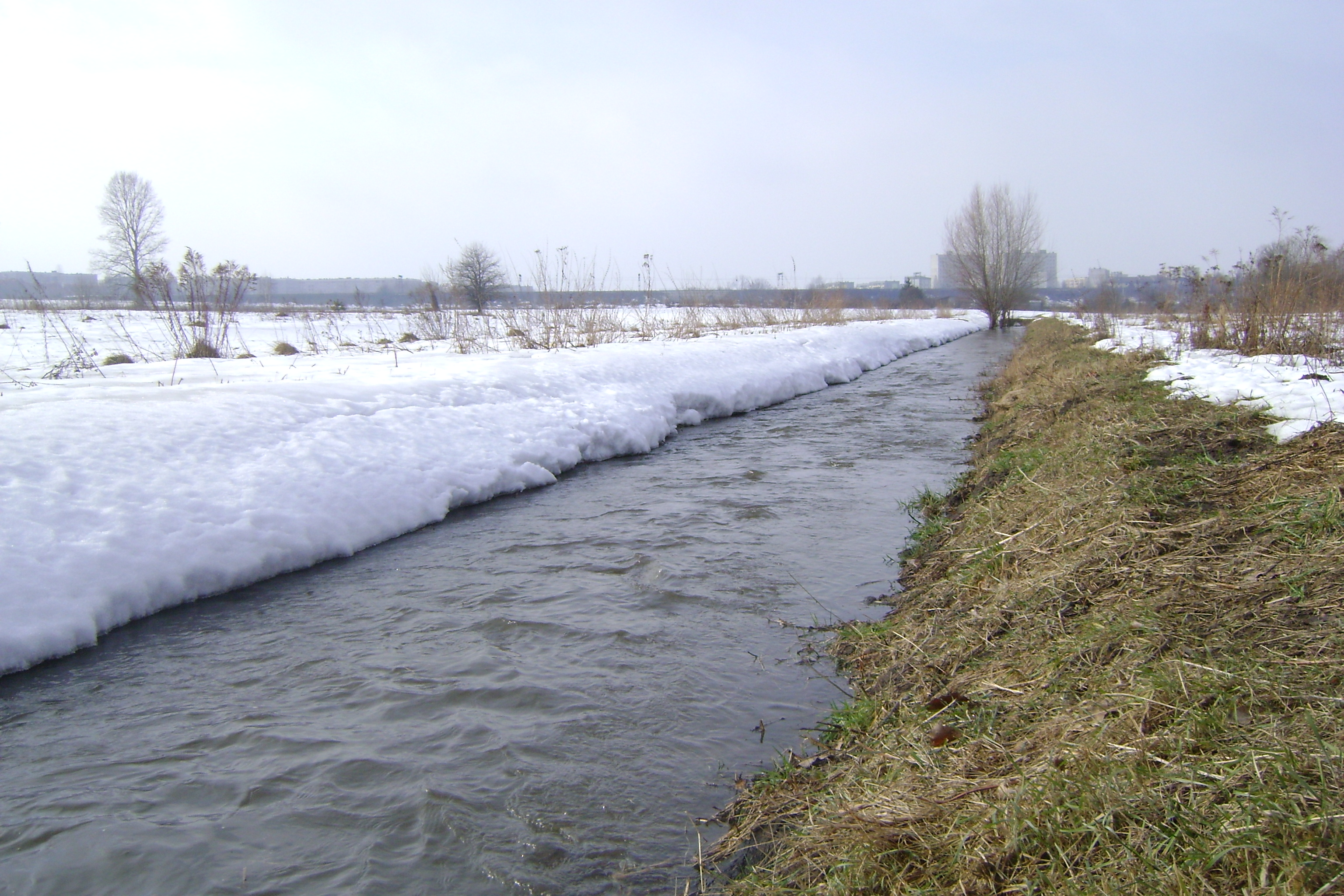
okolice ul.Wiejskiej – widok na zachód
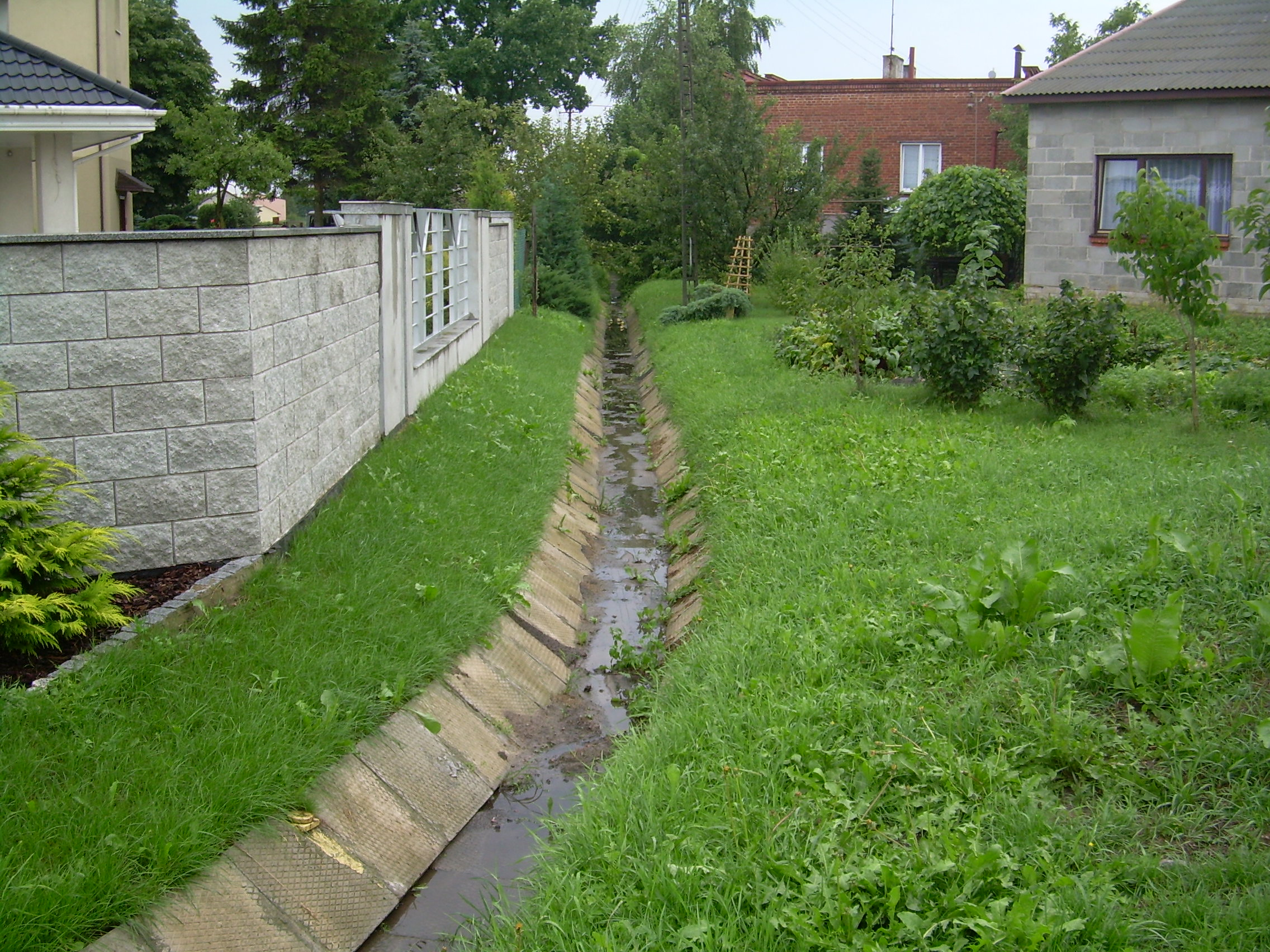
ul. Leszczynowa – widok w stronę ul.Słowackiego
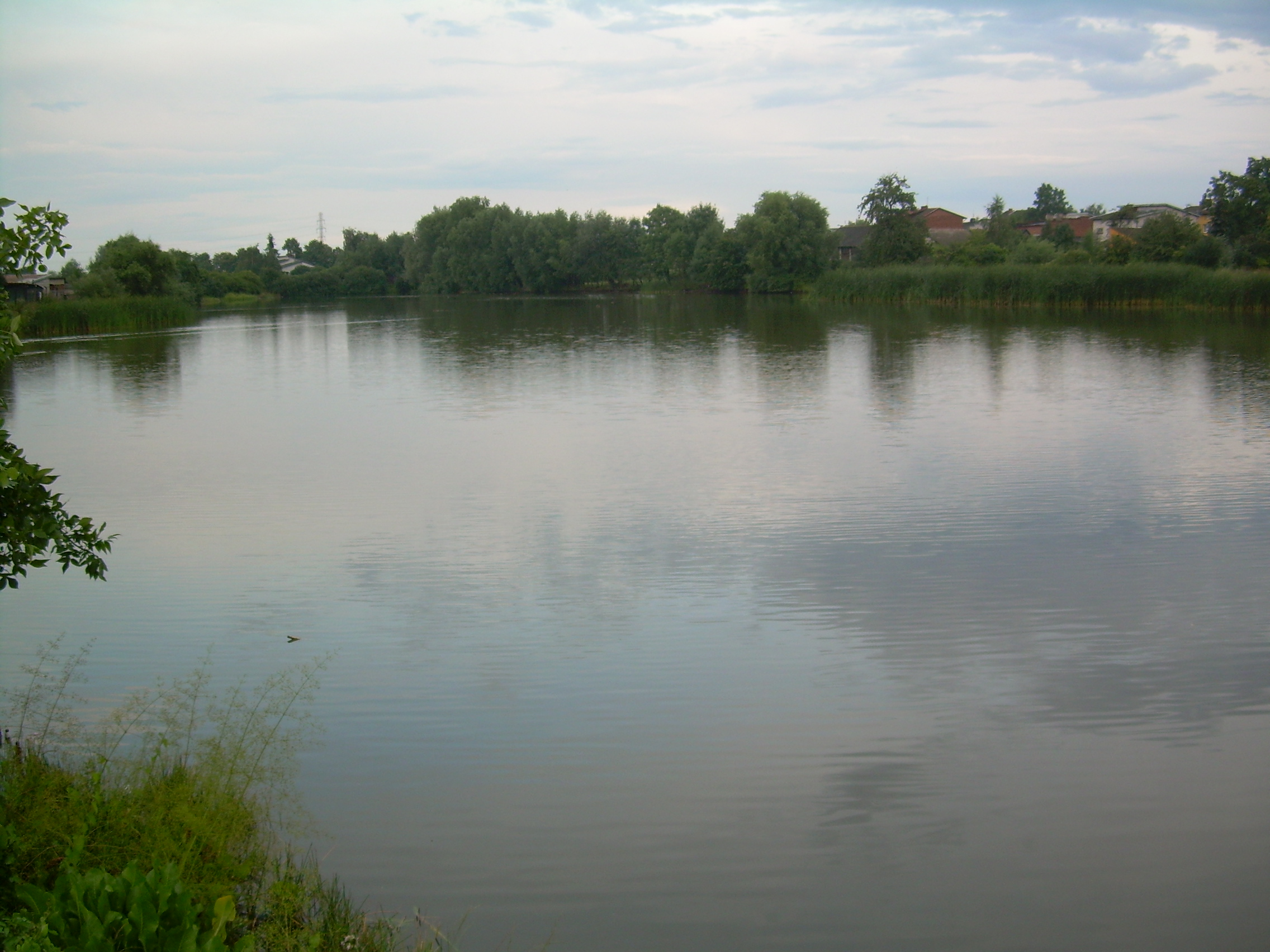
Staw Malczewski
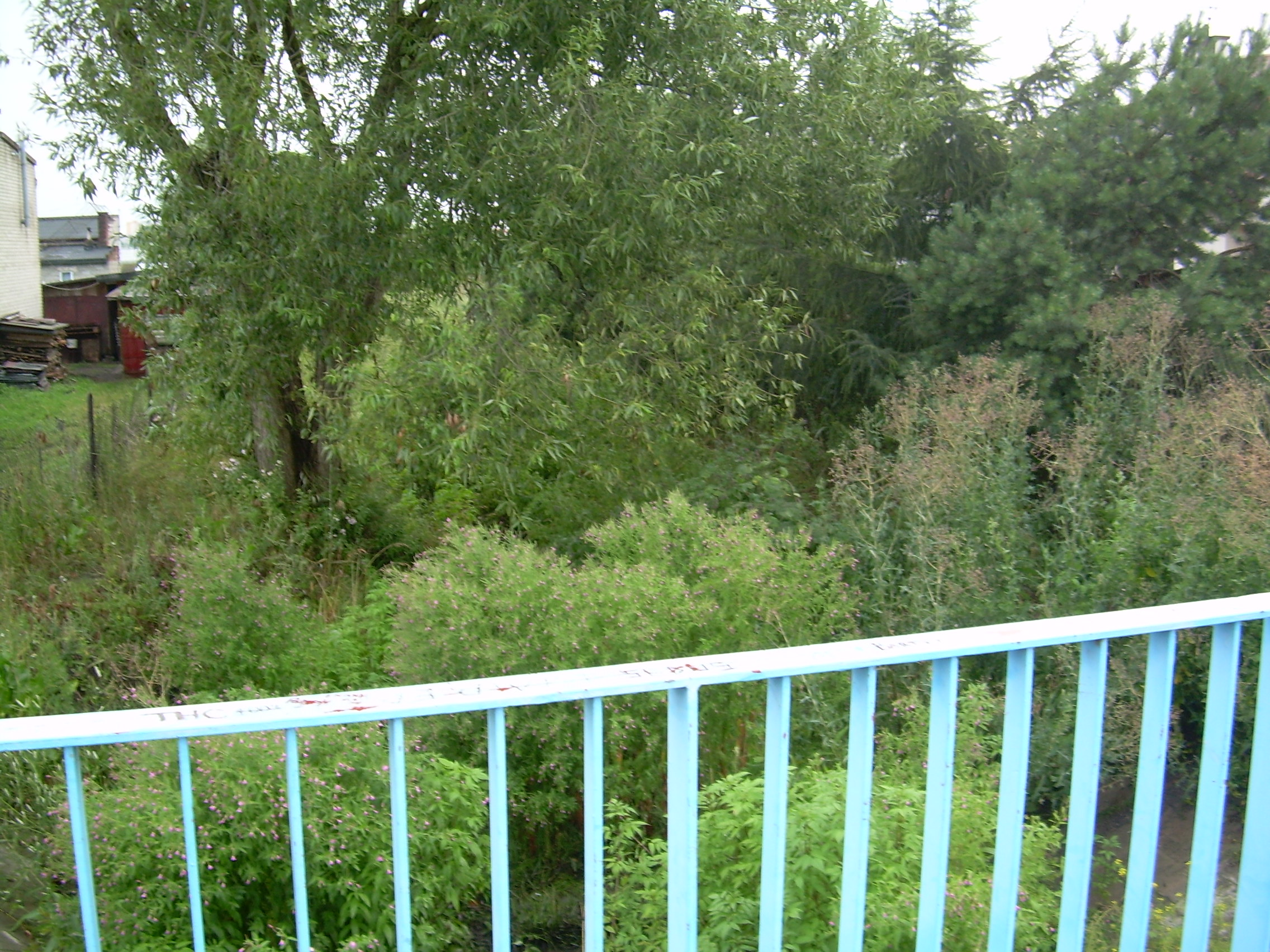
ul. Witkacego (Malczew) widok z mostku na zachód
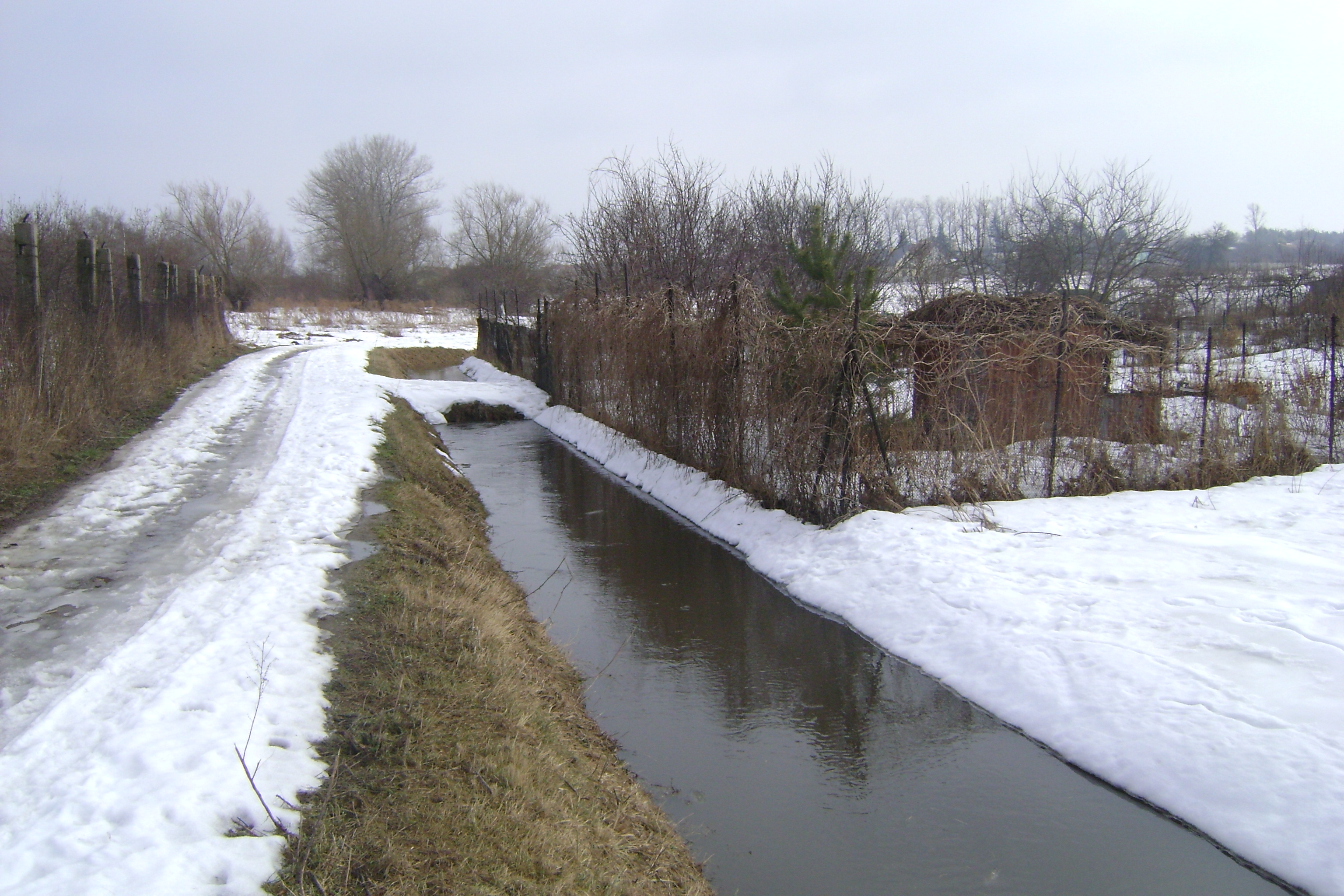
Godów – koryto potoku
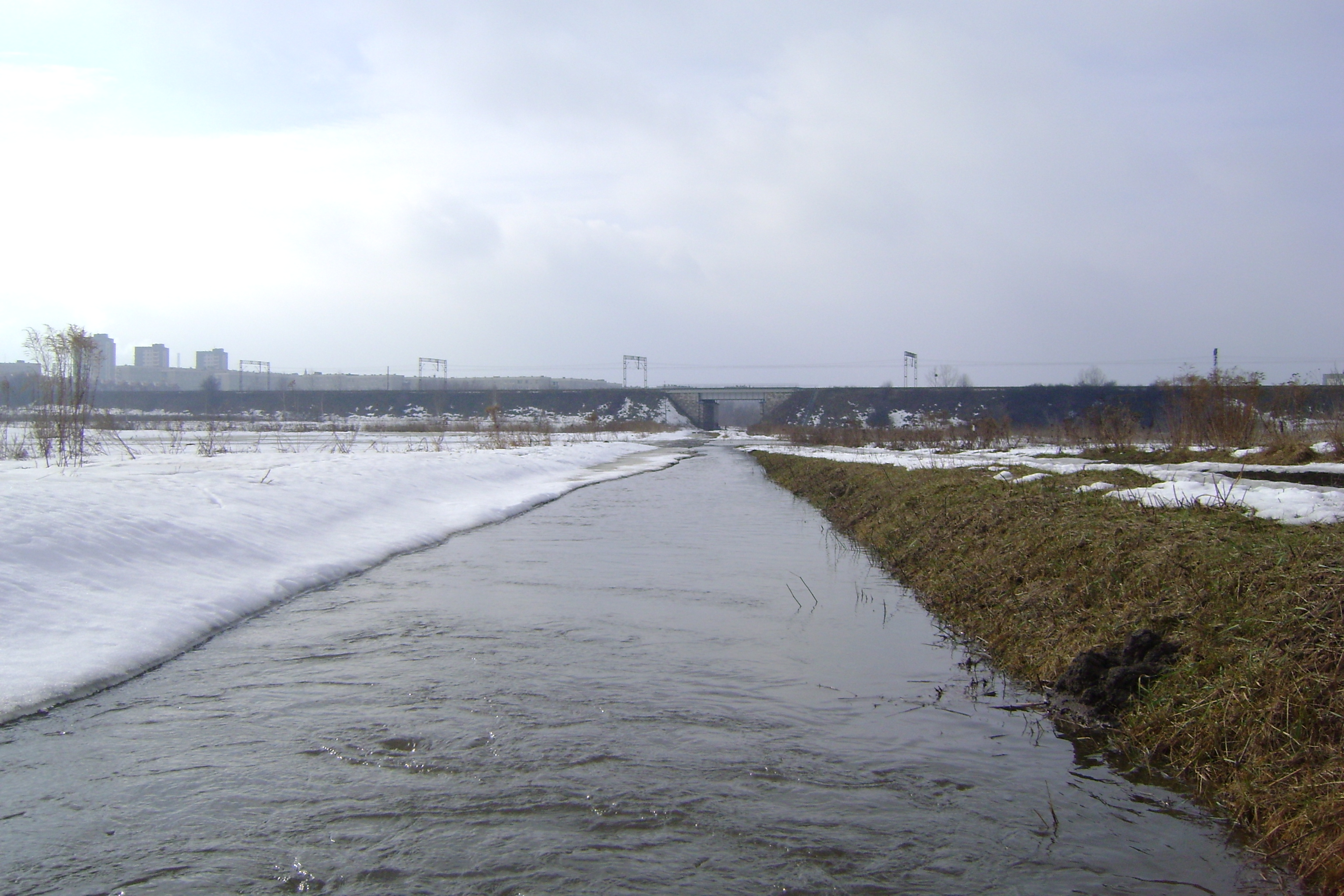
łąki Godowskie - widok w stronę Bramy Godowskiej
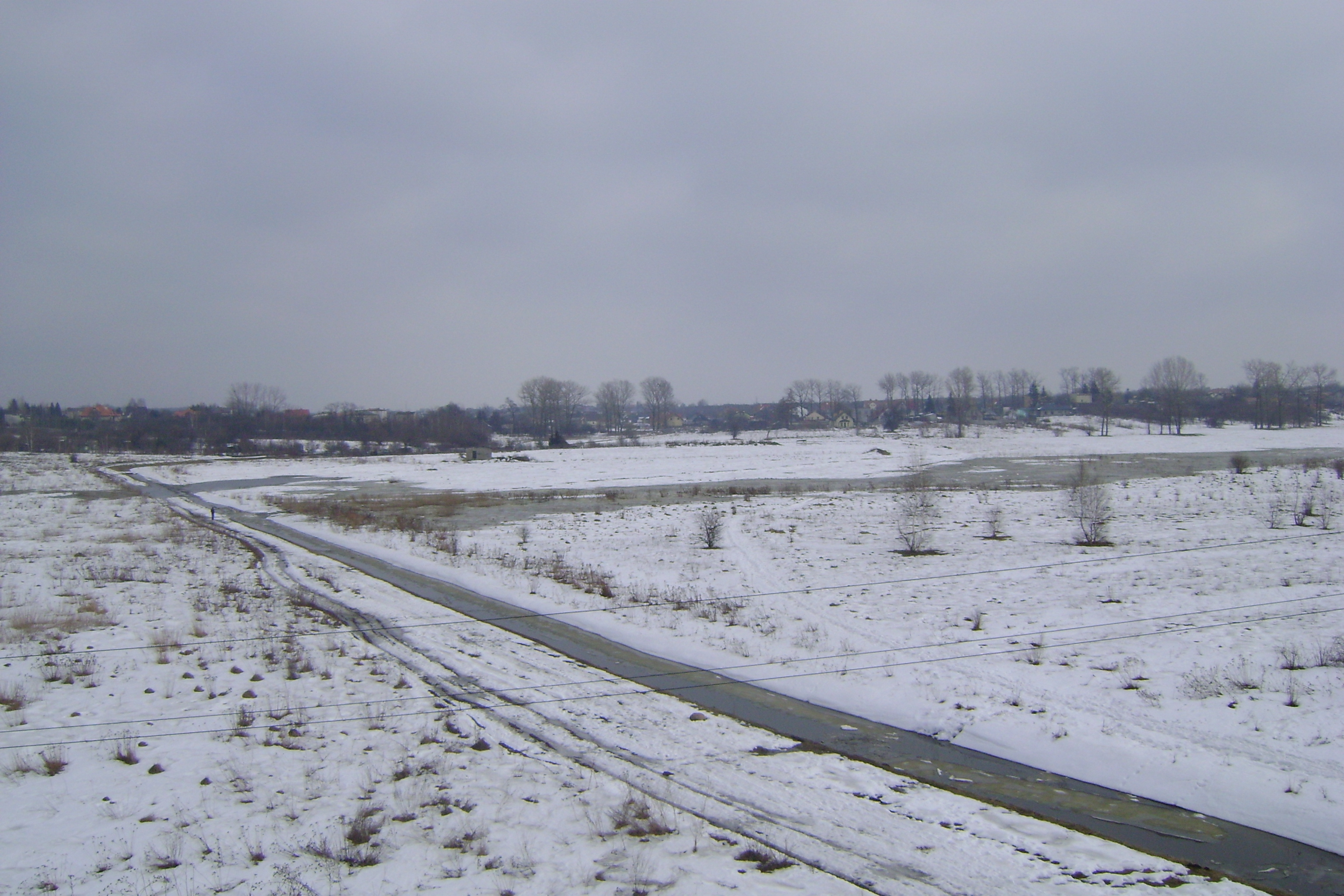
łąki Godowskie - połączenie Potoku Malczewskiego ze Strumieniem Godowskim; widoczny biegnący z lewego górnego rogu uregulowany rów Potoku Malczewskiego oraz dopływający do niego z prawej strony szeroko rozlany Strumień Godowski
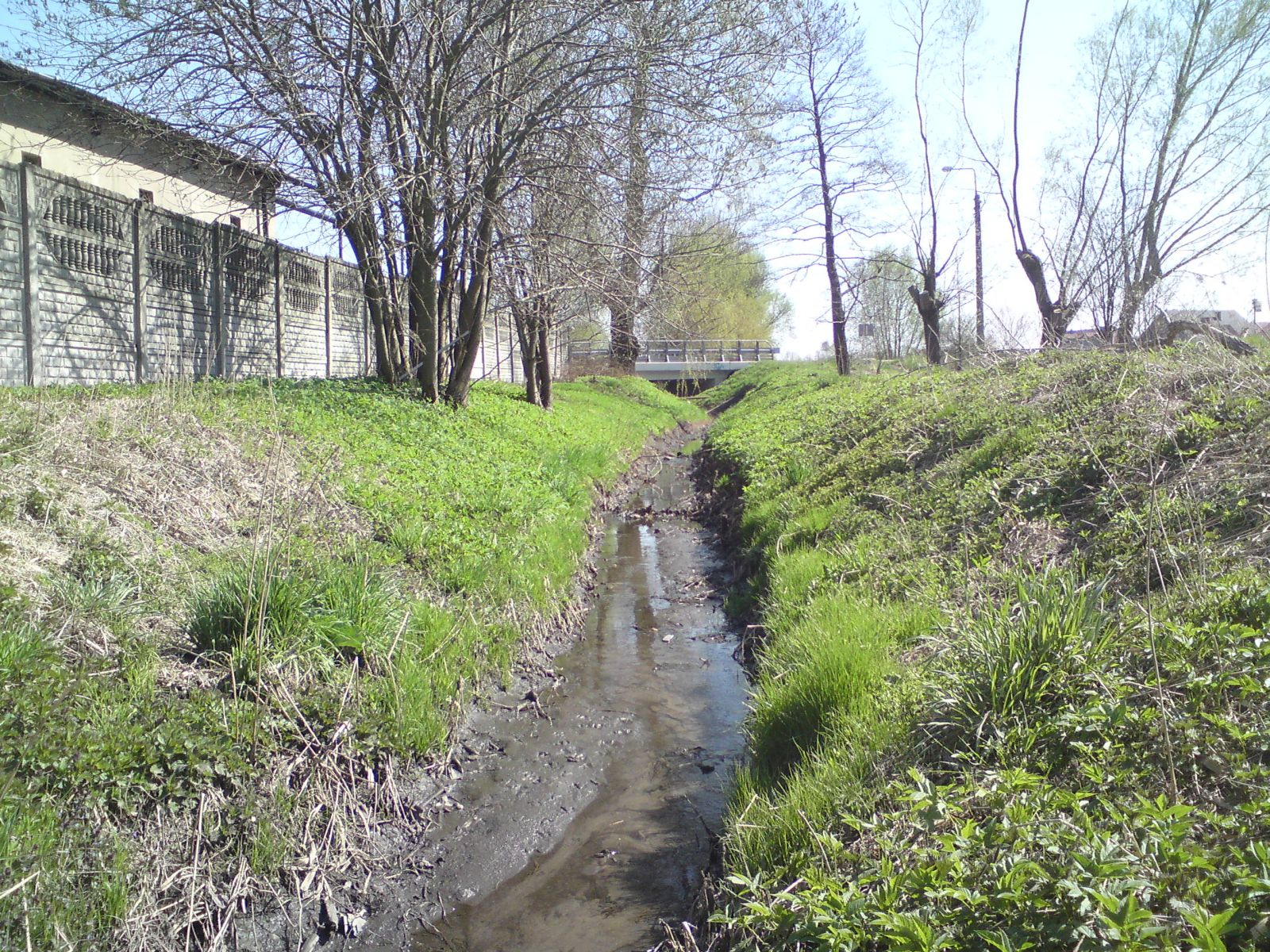
Potok Malczewski w okolicach mostu na ul. Starokrakowskiej
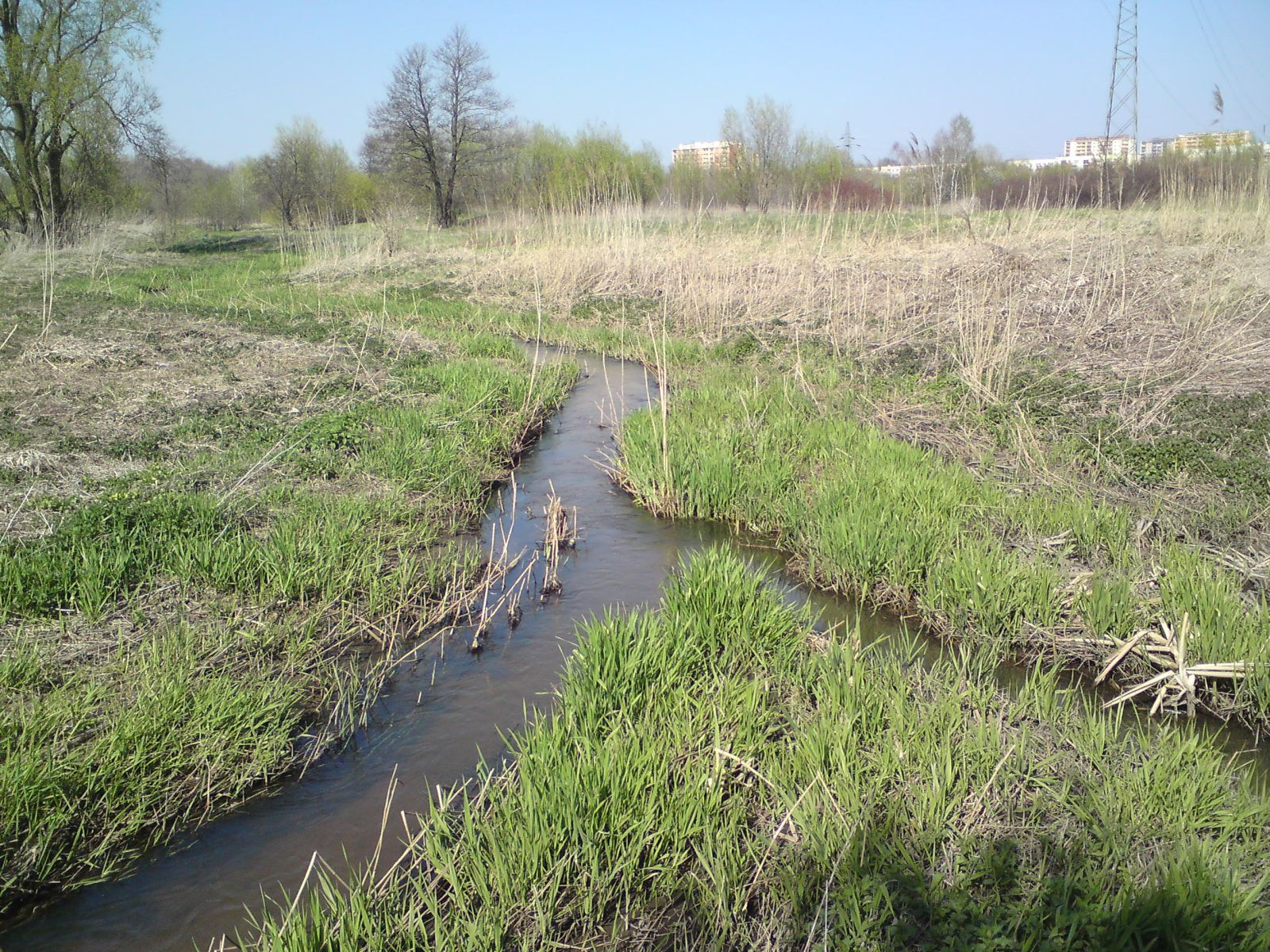
ujście Potoku Malczewskiego (z prawej) do Mlecznej (z lewej)

Gdzie są źródła rzeki Mlecznej